# 同色兜蘭
同色兜蘭（學名：Paphiopedilum concolor）是一種描述於1984年的小型地生蘭花。其种加词“concolor”意为“同色的”。它有深綠色和灰綠色斑駁的葉子，約6英寸長和1.5英寸寬。同色兜蘭原產於中國大陸南部（雲南、貴州、廣西）、緬甸、泰國、越南南部和中部，通常是在廣平省豐芽科榜國家公園。
同色兜蘭在春秋兩季開花。它的4英寸高花莖有紅毛，並攜帶一朵或兩朵大約2 ¾英寸直徑的花。這種蘭花喜歡溫暖的棲息地和潮濕的土壤。